# 阿爾什博克峰
45°35′02″N 6°58′48″E / 45.584°N 6.980°E

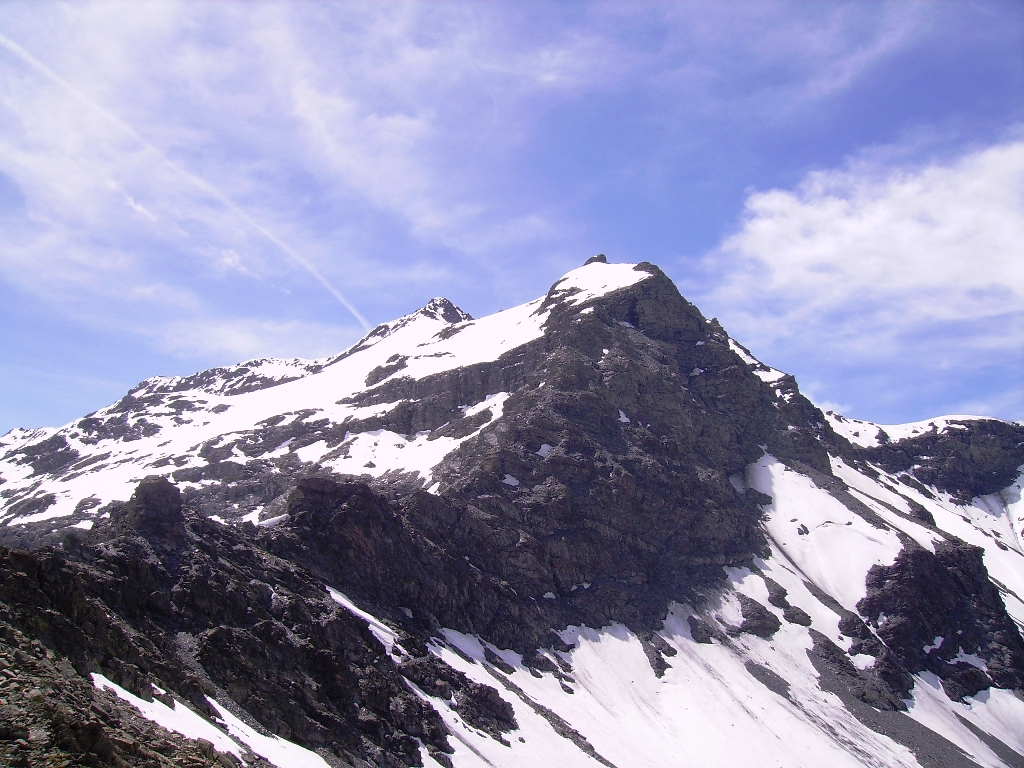

阿爾什博克峰（法語：Pointe d'Archeboc），是中歐的山峰，位於法國和意大利接壤的邊境，屬於格拉耶山的一部分，海拔高度3,272米，是滑雪登山的熱門地點。